# Comuna de Miedziana Góra
Miedziana Góra (polaco: Gmina Miedziana Góra) é uma gminy (comuna) na Polónia, na voivodia de Santa Cruz e no condado de Kielecki. A sede do condado é a cidade de Miedziana Góra.
De acordo com os censos de 2007, a comuna tem 10 090 habitantes, com uma densidade 142,4 hab/km².

## Área
Estende-se por uma área de 70,84 km², incluindo:
- área agricola: 47%
- área florestal: 44%

## Demografia
Dados de 30 de Junho 2007:
|                      | Total   | Total | Mulheres | Mulheres | Homens  | Homens |
| -------------------- | ------- | ----- | -------- | -------- | ------- | ------ |
|                      | pessoas | %     | pessoas  | %        | pessoas | %      |
| População            | 10090   | 100   | 5196     | 51,5     | 4894    | 48,5   |
| Densidade (pop./km²) | 142,4   | 100   | 81,8     | 81,8     | 69,1    | 69,1   |

De acordo com dados de 2005, o rendimento médio per capita ascendia a 1564,68 zł.

## Comunas vizinhas
- Kielce, Masłów, Mniów, Piekoszów, Strawczyn, Zagnańsk